# Kasos méhészkedés
A keretes kaptár feltalálása előtt évezredekig kasban tartották a méheket. A méhjárat felfedezése és a kaptár feltalálása óta a kasos méhészet visszaszorult, de még a Méhészet 2015-ös évfolyamának egyik száma is írt a rakodókasról.
Bármilyen nagy előnye is olcsósága, annyi a hátránya, hogy a kasos méhészetet berendezni, vagy arra akár az állomány egy részével is áttérni, senkinek sem ajánlható. A kas használatának ott van még létjogosultsága, ahol hosszú ideig tartó méhlegelő van, itt is csak akkor, ha a méhész nem méztermelésre, hanem méheladásra rendezkedik be. A kasos méhésznek is kell tanulnia. Örösi Pál Zoltán egy rajzzal figyelmeztet arra, hogy begyepesedett fejű méhésznek üresen marad a mézesüvege.
A kasos üzem kétféle lehet. Ma már csak a barkácsoló üzem engedélyezett, vagyis a lépeket vagdosással veszik ki. A másik a rajoztató üzem, amit ma már törvény tilt, mert nem szabad egészséges méhcsaládokat lekénezni. A kast egy gödörbe állították, karimáját befedték földdel, és alatta meggyújtották a ként. Ezután mindent elvettek az elpusztított családtól. Magyarországon ez volt az elterjedt.
A kas előnye olcsósága mellett az, hogy könnyen kezelhető, és nehéz hibázni. Rajoztatásra alkalmasabb, mint a kaptár. Rajoztató üzemben több viaszt termelt, mint a kaptáros méhészetek.
Hátrányai a keretek hiányából fakadnak. Nehéz ellenőrizni a családot, és csak vagdalással lehet elvenni a lépet. A mézkamra sem rendezhető át, és még több más technológia nem használható kasos üzemben. A méztermés kisebb, és a betegségeket sem lehet jól látni. A problémák javítására építettek keretes kast, de ne tudott versenyezni a kaptárral.

## Fejlesztése
A kason végzett néhány apróbb módosítás könnyebben kezelhetővé teszi a kast, és többet is termel. 
- Fenékdeszka, egyik oldalán csatornával.
- Nyílás a tetőn. Ezt az ókori görögök már ismerték. Ha nem így készült, akkor utólag is lehet vágni. Rá illő szalmagyűrű zárja, amit szegekkel tűznek a nyílásra.
- Kivágott rakodódeszka kasok összeillesztéséhez.
- Toldalék a kas bővítéséhez.
- Keresztfák a lépek erősebbé tételéhez. A faragott nyársakat a lépekre merőlegesen tűzik a kasba.

A kasokat közös deszkára szokták helyezni, és tetővel védik az esőtől és a hótól. Körbe szokták tapasztani, hogy jól záródjon. 

## A család kezelése általában
Az új lépes kast függőlegesen felemelve lehet vizsgálni. Az öregebb kast előbb felbillentve befüstölik, és csak azután fordítják fel. Legjobb a lépek éle felé dönteni, ezért ezt kívülről is jó jelölni.
A fiasítás vizsgálatához a méheket füsttel visszakergetik, majd a fény felé fordítva széthajtogatják a lépeket. Hogy jobban lássanak, nyeles tükröt is használnak. Ha elég a fény, akkor a tükörben még a petéket is lehet látni.
A méz mennyiségét a kas emelgetésével becslik vagy mérlegelésével mérik.
Az anya kifogásához a családot ki kell dobolni.
Etetni alul egyszerűbb, fent nehezebb, de megoldható. Kevés élelem beadásához alulról csurgatják be a szörpöt az egyik szélső lépbe. Ha többet kell adni, akkor ritkás kendővel alul bekötik a kast, és ez alá teszik az élelmet úgy, hogy száraz rész is maradjon. Ha hideg van, akkor a kast meleg helyre viszik a művelethez. Felülről etetéshez kinyitják a felső nyílást, ráborítják az üveget, majd rögzítik. Az alsó etetőhöz a közlekedést ágacskákkal és lécekkel segítik.
Egyesítésre estefelé kerülhet sor. Mindkét családot megfüstölik, majd az anyátlant zárt röpnyílással felfordítják, és az anyás alá teszik. Ha a két kas nem illik össze, akkor kivágott tartódeszkát illesztenek közéjük.
Az elvett lépeket szeges rácsra tűzve vagy rostaszövet tokban lehet pergetni.
A kasokat szállítás előtt be kell kötni kendővel. Ha meleg van, akkor vesszőket szúrnak be, hogy a méhek jobban eloszoljanak. Lefelé fordítva, lécvázban, kosárban vagy széna között szállítják.
Áttelepítéshez a kast az új helyre állítják, és a megfelelő irányba röptetik. Ha már megvan az új kaptár, akkor a kast vagy elé, vagy rá, vagy bele teszik a végleges költöztetés előtt. Az átszabás nem javasolható, mert az új lépek megrogyhatnak, inkább átfejlesztéssel telepítik át a kasos családot.
Az átfejlesztés legjobb ideje a gyümölcs- és a repcevirágzás kezdete, mert ekkor van lehetőség a fejlődésre, de még kevés a fiasítás. A kas alját 15–20 cm magasan levágják, hogy hamarabb megszoruljon a család. Rakodókaptárba való áttelepítéshez egy kivágott deszkát iktatnak közbe, amivel a kast a fészek fölé helyezik. Fekvőkaptárba telepítéshez a kast oldalra fordítják, hogy lépjei párhuzamosak legyenek a kaptár lépjeivel, és egy kivágott deszka közbeiktatásával odatapasztják a szélső keretre, és a többi keretet is odatolják. Négy-öt napig hagyják, hogy a család szokja az új helyzetet, majd elzárják a kas röpnyílását. Ezután hetenként ellenőrzik őket.

## A rajzás szabályozása
Habár a kasos üzem rajoztató, a rajzást szabályozni kell, különben a család addig rajozhat, amíg alig maradnak a kasban, és az anyacsalád és a rajok is túl gyengék lesznek. Előfordul az is, hogy egy-egy népesebb család nem rajzik, vagy túl későn rajzik meg, és a rajnak nem sok esélye van a tél túlélésére.
Ha a rajt meg akarják tartani, akkor a további rajzást megcsapolással gátolják. Ez hasonlít a röpítettraj készítéséhez. A rajt az anyakas helyére teszik, és a gyűjtőméhek oda szállnak vissza.
Ha nem akarják megtartani a rajt, akkor  megcsapolás után egyesítik. A rajt az anyakas helyére viszik, az anyakast pedig fölé vagy mellé, vagy mögé teszik. A gyűjtőméhek átszállnak a rajhoz. Két-három nap alatt a család lemond a további rajzásról, és a fölösleges anyabölcsőket kiürítik. Ezután az anyakast a régi helyére állítják, röpnyílását anyaráccsal fedik, majd a raj kasát felfordítva a röpnyíláshoz támasztják. A rajt zsongatással is egyesíthetik az anyacsaláddal. A raj anyja (az öreg) nem tud bemenni a kasba. Kifogható, elpusztítható.
A keretes kaptár bevezetése óta arra tenyésztik a méheket, hogy rajzóhajlamuk csökkenjen; így vannak olyan családok, amelyek nagyra nőnek anélkül, hogy megrajoznának. Ahelyett, hogy ezt megpróbálnák rávenni a rajzásra, egy másik családot segítenek gyűjtőivel. A már megrajzott család a hozzá betért gyűjtőméhekkel úgy megnépesedik, hogy másodjára is megrajzik. Egy másik nagy, nem rajzó család felhasználásával harmadik raj is nyerhető.

## Fejlettebb módszerek
Kasos üzemben nem használhatók a kaptáras méhészetben alkalmazott módszerek, de a kasos üzemnek is megvannak a maga módszerei, amivel a méztermés növelhető. Az anyakassal megfejelhető a raj, vagy kidobolás után a méhtelen anyakassal egy másik család.
A raj megfejelésekor a rajt az anyakas helyére állítják, és az anyakast mellé vagy fölé. Miután az anyakas lemondott a rajzásról, a két kast összekötik, amihez felülről megnyitják a raj kasát, és esetleg egy kivágott deszka közbeiktatásával fölé teszik az anyakast. Ezután az anyakas fokozatosan mézkamrává alakul.
Az idegen család megfejelése nemcsak a méztermés növelésére, hanem rajzás kiváltására is alkalmas. Az anyacsaládot kidobolják, és egyesítik a rajjal. A méhtelen kast az előző módszerhez hasonlóan összekapcsolják egy másik családdal. A felső kas a fiasítás kikelése után mézkamrává alakul. A népesebb családok megrajzanak. Egy másik változat szerint még rajzás előtt dobolják ki a családot, és egy új kasba vagy kaptárba telepítik. Miután a másik családnál kikelt a fiasítás és telehordták mézzel, a lépeket kivágják és kipergetik. Lépújításhoz hasznos.

## Méhtelenítés
A kast méhteleníteni lehet a méhek elpusztítása nélkül is. Ehhez vagy elkábítják a méheket, vagy kidobolják őket.
A kábítást régebben kedvelték, de már a 20. században visszaszorult. Ehhez különféle gázokat használtak, amelyek hatására a méhek elkábultak, lehulltak, és nem is támadtak. Később magukhoz tértek. Használtak salétromot, ammónium-nitrátot, étert és még éretlen pöfeteggomba füstjét. A kábítás nem egészen ártalmatlan, és nem ismert az összes szer hatása. A szén-dioxidtól az anya hamarabb kezd petézni, de a dolgozók mind nektárt kezdenek gyűjteni. Az ammónium-nitrát hatására elfelejtik a helyeiket, és újra tájolnak, a munka egyébként zavartalan. Az éternek és a kloroformnak nincsenek ilyen hatásai.
Ha az elkábított méheket elszállítják, akkor meg kell várni, hogy magukhoz térjenek, és meg kell őket etetni. Ugyanis a kábítás hatására mézgyomruk tartalmát kihányják. A család tartalék lépen kiteleltethető, vagy ha már nincs elég ideje, akkor egy másik családdal egyesíthető.
A dobolás azoknak a módszereknek a közös elnevezése, amikkel a méhek vegyszerek nélkül kiűzhetők a kasból. A kidobolt család friss kasba telepíthető, vagy egy másik család erősítésére használható. Alkalmasak az anya kifogására, a méz elvételére, mesterséges raj képzésére és lépújításra.
A dobolás feltételei a következők:
- A család nem szívesen hagyja ott a fiasítást.
- Hűvös időben szintén nehezen hagyják el otthonukat.
- A technológia szempontjából fontos, hogy inkább sötét helyre mennek.

Tehát a legalkalmasabb az az időszak, amikor nincs vagy kevés a fiasítás, és enyhe az idő. Ilyen időszak adódik év elején, rajzás után három héttel vagy késő nyáron. Ha az első raj után 22 nappal dobolják ki, akkor különösen kedvező, hogy ekkor nincs fiasítás, a méz fölösleges és értelmetlen pusztítás nélkül pörgethető. A méhek átdobolhatók üres kasba, kaptárba vagy rajszállító ládába. Ha van még alkalmuk hordani, akkor a kidobolt család túlélheti a telet.
A dobolásnak két fajtája van: a nyílt és a zárt. Nyílt doboláskor az új kas a régihez támaszkodik, de nem fedi le teljesen. Előnye, hogy látható a méhek vonulása, és az anyát is meg lehet pillantani. Zárt doboláskor a két kas esetleg egy kivágott tartódeszka közbeiktatásával illeszkedik. A régi szakirodalom csak a zárt dobolásról ír, holott ismerték már a nyílt dobolást is. Tökéletes eredményt nem szabad várni, általában marad még néhány méh a régi kasban. Egy kast ennek helyére kell állítani, ők ide térhetnek be.
Nyílt dobolás végezhető kasba, zárt rajszállítóba vagy kaptárba is. A nyílt doboláshoz árnyékos és szélcsendes hely kell. Folyamata:
Ha a kasnak felső röpnyílása van, akkor bedugják. A kast felfordítva rögzítik, és a méheket gyengén megfüstölik. Ezután az új kast úgy támasztják a lakott kashoz, hogy a lépek élénél érintkezzen, és belülről összetűzik. Kívülről az érintkező peremekhez kendőt kötnek, hogy segítsék a méhek feljutását. A kast csúcsa felől 1-2 percig kézzel ütögetik, majd 3-5 percig várnak. Ezután kezdődik a dobolás, ami alulról felfelé halad, néha szüneteket tartanak. Nem szabad túl durvának lenni, mert akkor lehullnak a méhek. Ha pálcával dobolnak, akkor a kassal érintkező véget ronggyal kötik be, és nem fognak rá hüvelykujjal a pálcára. A méhek megindulnak felfelé. Kétféleképpen lehet terelgetni őket. A kifelé mászókra nádszállal lehet ráfújni, vagy a dobolás szüneteiben vizes tollal érintgetni a méheket. Ha már fent van az anya, akkor a család maradék része amúgy is felmegy, a dobolás ritkább lehet. Dobolás után szétszedik az egészet, a kendőt leveszik, a szeget kihúzzák.
Zárt dobolás módja, ha kasba dobolnak:
A kast felfordítják, és enyhén megfüstölik a méheket. A két kast egymás pereménél rögzítik, ha szükséges, akkor kivágott deszka segítségével. Legjobb, ha a kettő pontosan érintkezik. Kendővel is összekötik őket. Ezután maga a dobolás a nyílt doboláshoz hasonlóan végezhető. Mivel nem lehet látni a méheket, a szünetekben hallgatózni kell a felső kas oldalán, hogy felvonultak-e már. Vége felé egy kissé fel lehet billenteni a felső kast, hogy látni lehessen, hogy a dobolás befejezhető-e.
Rakodókaptárba doboláskor kivágott deszka közbeiktatásával fiókot helyeznek a kasra.
Rajszállítóba doboláskor a kast normál helyzetben hagyják, röpnyílását bedugják, és akkora lyukat vágnak a tetejére, hogy a rajszállító nyílása illeszkedjen. Mivel a méhek vonakodnak világos helyre vonulni, a rostaszövetet takarni kell. Előnye, hogy a méhek zárva vannak, mégis lehet őket látni, és felvonulásuk füsttel siettethető. Az útra teleszívták magukat; csak hosszú útra kell nekik útravalót adni. Ezután elég megfordítani a ládát, és bezárni a lyukat.

## Átmeneti kas
Az átmeneti kas olyan, mintha összetettek volna egy kaptárt és egy méhkast. A kasban a fészek, a ládában a mézkamra van, így a méz mennyisége könnyebben ellenőrizhető, csak a fiasítás ellenőrzése a nehéz. Ha a fészket átfejlesztik, akkor a szerepek megcserélődnek, és a ládában lesz a fészek, a kasban pedig a mézkamra. A mézkamra megnyitásának ideje és a mézelvétel a kaptáréhoz hasonló. Etetni lehet a ládában is.
A láda lehet alsó vagy felső. Az alsó keretes láda felső vagy hátsó kezelésű. Környílásos deszkával fedik, és ezzel teremtik meg a kapcsolatot a kas és a láda között. A röpnyílást a kason hagyják. A felső ládát anyaráccsal választják el; az alsóhoz az anyarács nem kötelező.
Az átmeneti kas előnyei ellenére nem terjedt el annyira, mint ahogy gondolnánk. A méhész, ha már beszerezte a ládát, inkább kaptáras méhészkedésre tér át, és nem hagyja meg a kast.